# Cesenatico

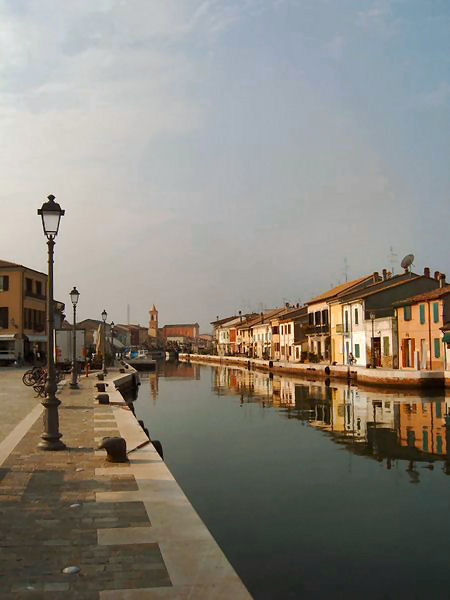
Kênh đào Cesenatico.

Cesenatico là một đô thị (comune) ở tỉnh Forlì-Cesena, vùng Emilia-Romagna của Ý. Đô thị Cesenatico có diện tích km2, dân số thời điểm 31 tháng 5 năm 2005 là 23.151 người. Thị xã có cự ly 30 km về phía nam Ravenna.